# Ancienne maison des étudiants d’Helsinki
L'Ancienne maison des étudiants (en finnois : Vanha ylioppilastalo, en suédois : Gamla studenthuset) est située au croisement des rues Aleksanterinkatu et Mannerheimintie à Helsinki en Finlande.

## Présentation
Le bâtiment a été conçu par Axel Hampus Dalström dans un style néorenaissance et construit en 1870 est en bordure de la place des étudiants.
La façade est décorée de statues de Väinämöinen et de Seppo Ilmarinen.
À côté de l'ancienne maison des étudiants se trouve la nouvelle maison des étudiants dont la construction s'est achevée en 1910. 
En 1938, il y eut un débat sur la question de savoir si l'ancienne maison des étudiants devait être démolie pour laisser la place à un nouveau bâtiment commercial.
Dans la salle de musique située à l'étage, se trouvent les fresques d'Akseli Gallen-Kallela, peintes en 1901, intitulée le départ à la guerre de Kullervo et la peinture de Robert Wilhelm Ekman intitulée le jeu de Väinämöinen et datant de 1866.

## Galerie

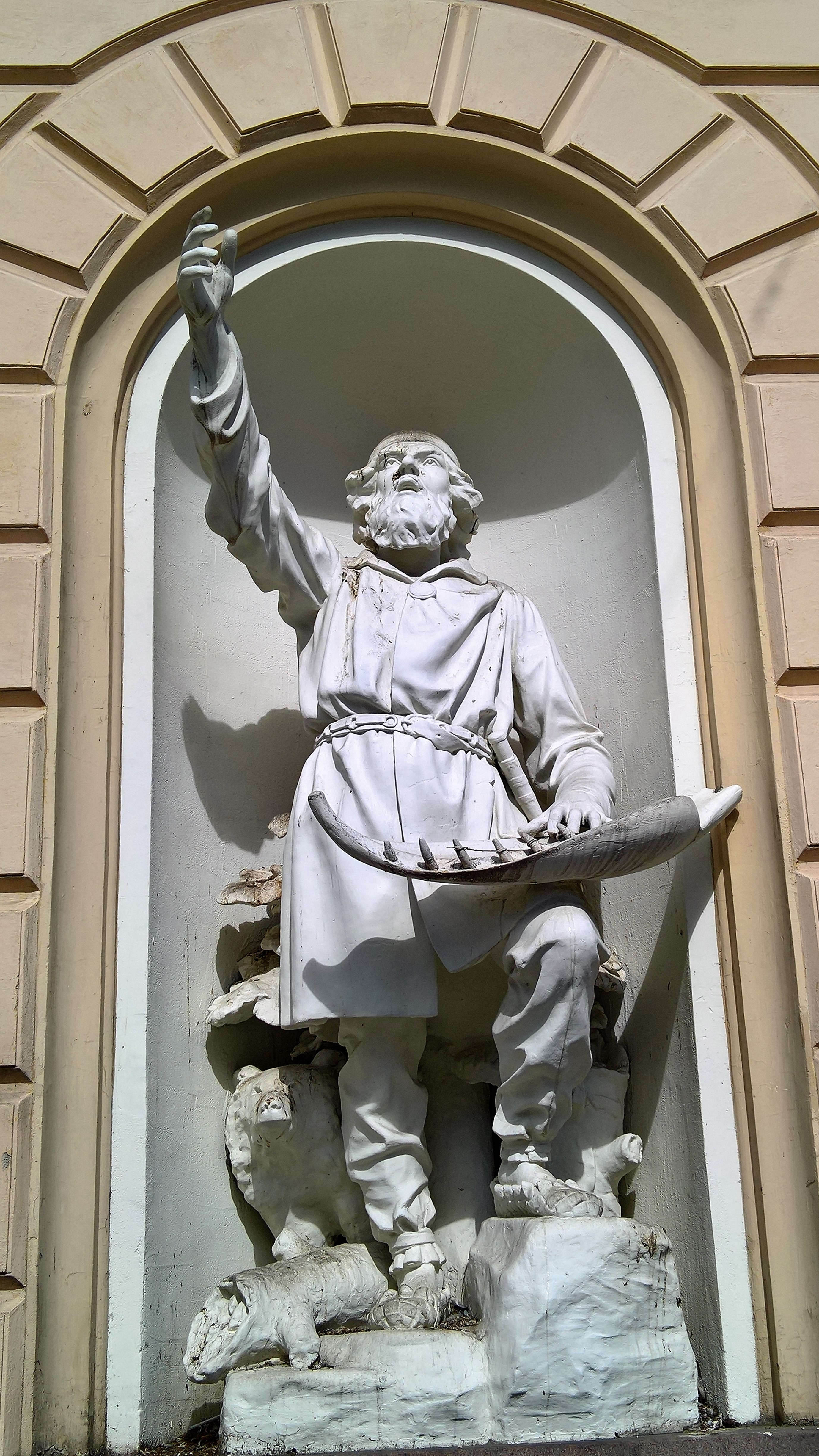
Statue de Väinämöinen sculptée par Robert Stigell.
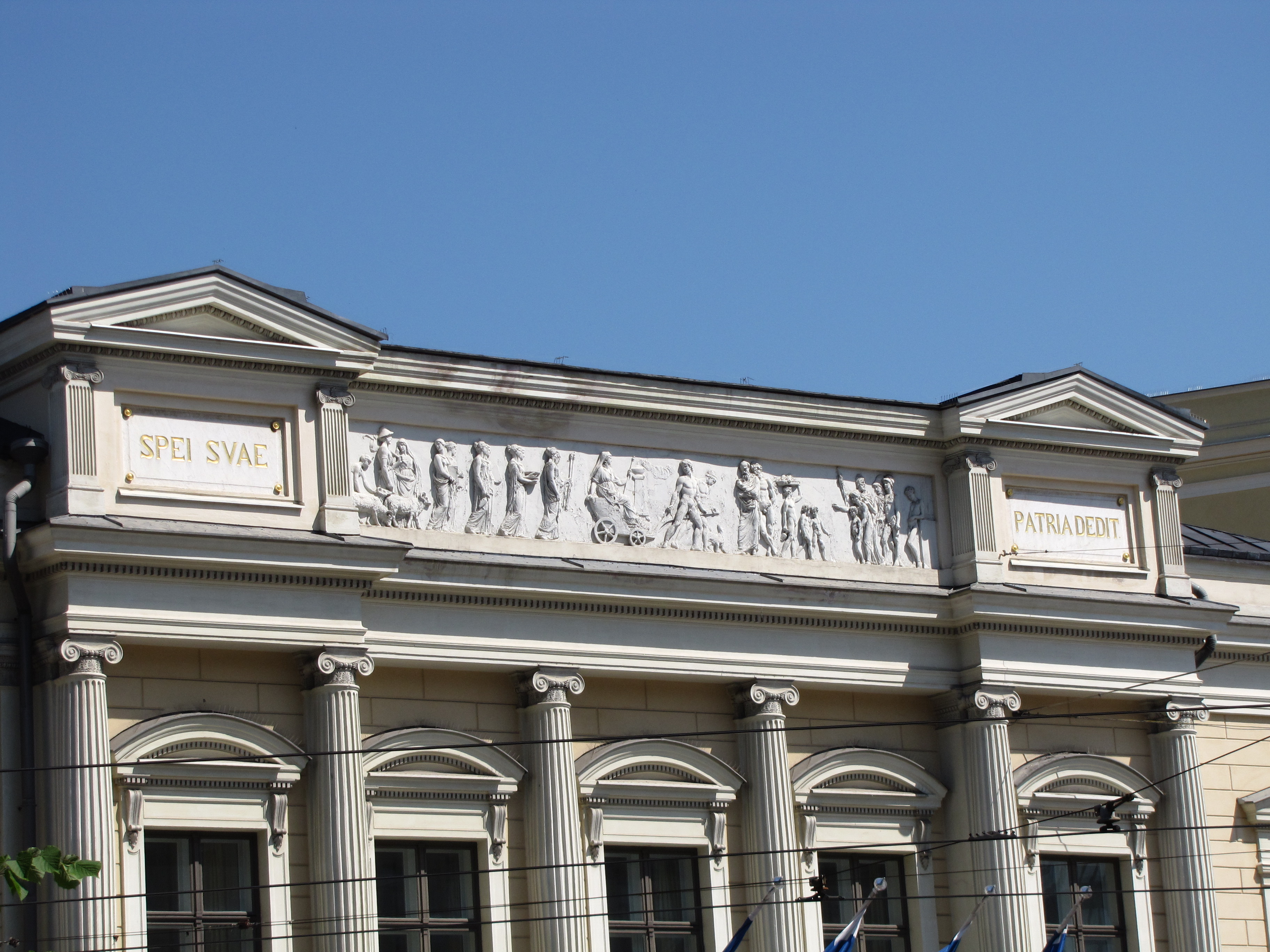
Fresque Kleobis et Biton de Walter Runeberg.
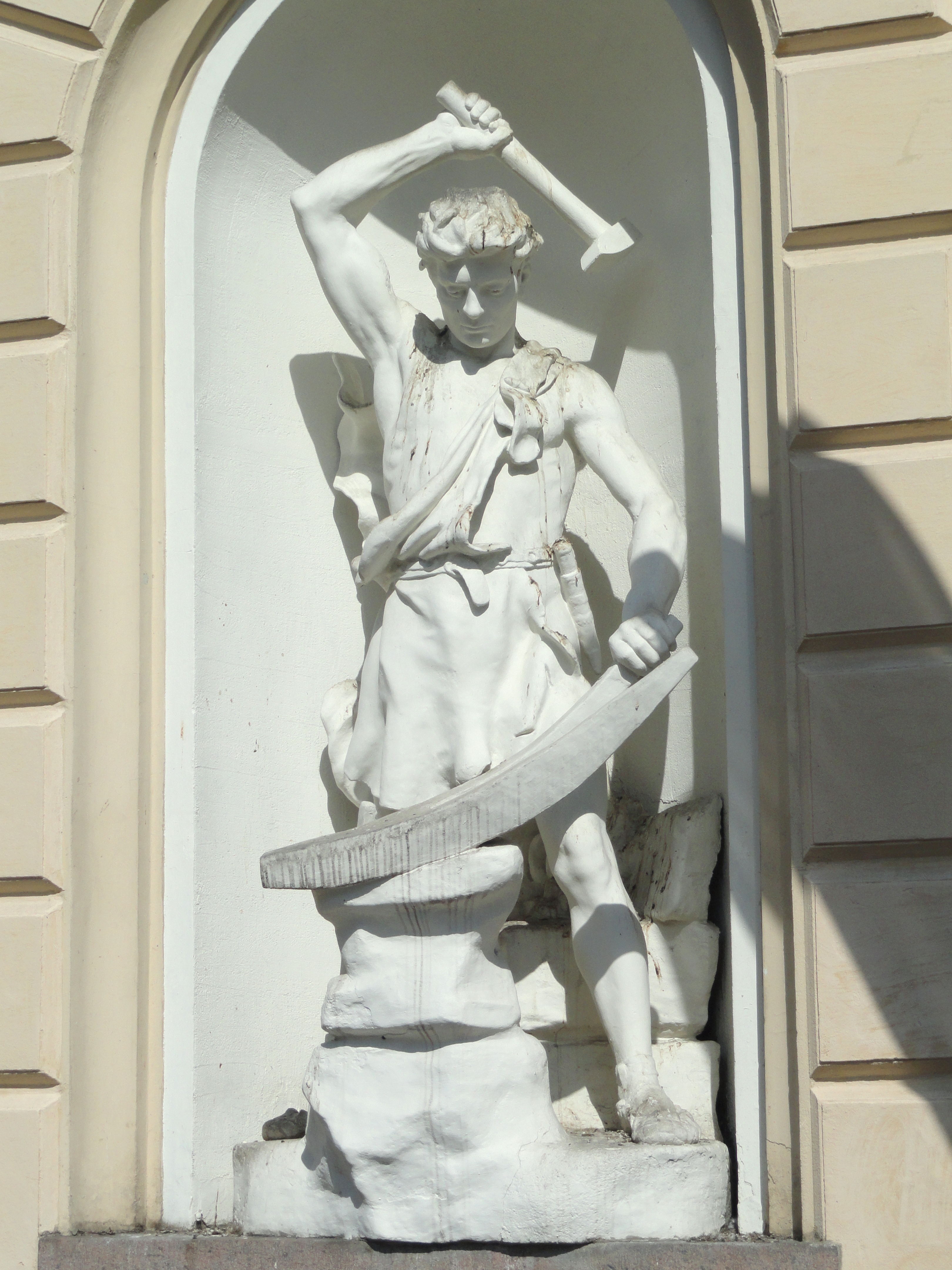
Statue d'Ilmarinen sculptée par Robert Stigell.